# ジョーカー:フォリ・ア・ドゥ (オリジナル・サウンドトラック)
『ジョーカー:フォリ・ア・ドゥ (オリジナル・サウンドトラック)』（Joker: Folie à Deux (Music from the Motion Picture)）は、ホアキン・フェニックスとレディー・ガガによる2024年の映画『ジョーカー:フォリ・ア・ドゥ』のサウンドトラックである。2024年10月4日にウォータータワー・ミュージックとインタースコープ・レコードより発売された。ガガは2024年9月27日にコンピレーション・アルバム『ハーレクイン』も発表している。

## 制作
『ジョーカー』（2019年）は当初は続編のない単発作品として構想されていたが、公開後の2019年11月にはすでに続編が企画中であることが明らかとなった。2022年6月には原題が『Joker: Folie à Deux』であることが明らかとなり、その時点では脚本も既に完成していた。同月にはガガが前作にも出演したフェニックスと共演し、ハーレイ・クイン役を務めることが報じられた。
2024年3月22日、サウンドトラックに15曲のカバー曲が収録されることが明らかとなり、「非常によく知られている」楽曲のいくつかの演出と再解釈を盛り込んだ「ほとんどジュークボックス・ミュージカル」に大きく傾くと報じられた。作曲家のヒドゥル・グドナドッティルは、サウンドトラックには「たくさんの音楽」が収録されると説明し、映画が「理論的であり、また非常に驚くべき」方向性のミュージカルであることを認めた。撮影現場からの映像では、フレッド・アステアとジュディ・ガーランドによる1948年のミュージカル・デュエット「イースター・パレード」、「素敵なカップル」、そして映画第1作のオリジナル・トラックリストが確認された。その後さらに「ザッツ・エンターテインメント」（1953年）と「チーク・トゥ・チーク」も含まれると報じられた。

## プロモーションと発表
2024年8月の『バラエティ』誌の取材に応じた監督のトッド・フィリップスは、フェニックスとガガが「ゲット・ハッピー」、「フォー・ワンス・イン・マイ・ライフ」、「世界は愛を求めている」を歌うことを明かした。2024年9月3日に最初のティーザー予告が公開され、ジュディ・ガーランドの解釈で知られる「ゲット・ハッピー」の詞をガガとフェニックスが歌う様子が示された。同日に[インタースコープ・レコードは、サウンドトラックのレコード盤とCDの予約を開始した。2024年9月18日に公開された2つ目のティーザー予告ではガガが「ザッツ・ライフ」を歌っており、また他のプロモーション素材には「フォー・ワンス・イン・マイ・ライフ」と「世界は愛を求めている」の抜粋が含まれた。

## トラックリスト
| #         | タイトル                                                               | 作詞・作曲 | パフォーマー                          | 時間  |
| --------- | ---------------------------------------------------------------------- | --- | ------------------------------------- | ----- |
| 1.        | 「スラップ・ザット・ベース / ゲット・ハッピー / 世界は愛を求めている」 | バート・バカラック ジョージ・ガーシュウィン ハル・デヴィッド ハロルド・アーレン アイラ・ガーシュウィン テッド・ケーラー | ニック・ケイヴ                        | 3:16  |
| 2.        | 「フォー・ワンス・イン・マイ・ライフ」                                 | オーランド・マーデン ロン・ミラー （ 英語版 ）                                                                          | ホアキン・フェニックス                | 2:49  |
| 3.        | 「イフ・マイ・フレンズ・クッド・シー・ミー・ナウ」                     | サイ・コールマン ドロシー・フィールズ （ 英語版 ）                                                                      | レディー・ガガ ホアキン・フェニックス | 3:12  |
| 4.        | 「フォリ・ア・ドゥ」                                                   | ステファニー・ジャーマノッタ                                                                                            | レディー・ガガ                        | 1:44  |
| 5.        | 「魅惑されて」                                                         | ロレンツ・ハート リチャード・ロジャース                                                                                 | ホアキン・フェニックス レディー・ガガ | 2:58  |
| 6.        | 「ザッツ・エンターテインメント」                                       | アーサー・シュワルツ ハワード・ディーツ （ 英語版 ）                                                                    | レディー・ガガ                        | 1:40  |
| 7.        | 「君微笑めば」                                                         | ジョー・グッドウィン ラリー・シェイ （ 英語版 ） マーク・フィッシャー （ 英語版 ）                                      | ホアキン・フェニックス                | 1:45  |
| 8.        | 「ラヴ・サムバディ」                                                   | バリー・ギブ ロビン・ギブ                                                                                               | ホアキン・フェニックス レディー・ガガ | 1:49  |
| 9.        | 「遙かなる影」                                                         | バカラック デヴィッド                                                                                                   | レディー・ガガ ホアキン・フェニックス | 2:48  |
| 10.       | 「ザ・ジョーカー」                                                     | アンソニー・ニューリー レスリー・ブリカッス （ 英語版 ）                                                                | ホアキン・フェニックス                | 3:41  |
| 11.       | 「ゴナ・ビルド・ア・マウンテン」                                       | ニューリー ブリカッス                                                                                                   | レディー・ガガ ホアキン・フェニックス | 3:18  |
| 12.       | 「アイヴ・ゴット・ザ・ワールド・オン・ア・ストリング」                 | アーレン ケーラー | レディー・ガガ                        | 2:05  |
| 13.       | 「行かないで」                                                         | ジャック・ブレル ロッド・マッケン （ 英語版 ） [ 注釈 1 ]                                                               | ホアキン・フェニックス                | 3:19  |
| 14.       | 「ゴナ・ビルド・ア・マウンテン (リプリーズ)」                          | ニューリー ブリカッス                                                                                                   | ホアキン・フェニックス                | 1:52  |
| 15.       | 「ザッツ・ライフ」                                                     | ディーン・ケイ （ 英語版 ） ケリー・ゴードン （ 英語版 ）                                                               | レディー・ガガ                        | 3:03  |
| 16.       | 「トゥルー・ラヴ・ウィル・ファインド・ユー・イン・ジ・エンド」         | ダニエル・ジョンストン                                                                                                  | ホアキン・フェニックス                | 2:02  |
| 合計時間: | 合計時間:                                                              | 合計時間: | 合計時間:                             | 41:21 |

## チャート成績
| チャート (2024)              | 最高順位 |
| ---------------------------- | -------- |
| ドイツ (Offizielle Top 100)  | 43       |
| Irish Compilations (IRMA)    | 6        |
| イタリア・アルバム (FIMI)    | 92       |
| UK Compilation Albums (OCC)  | 9        |
| UK Jazz & Blues Albums (OCC) | 2        |
| UK Soundtrack Albums (OCC)   | 1        |